# Picapauzinho-de-coleira
Picapauzinho-de-coleira (nome científico: Picumnus temminckii) é uma espécie de ave pertencente à família dos picídeos.  Pode ser encontrado na Argentina, Brasil e Paraguai.